# Хајландвил (Мисури)
Хајландвил (енгл. Highlandville) град је у америчкој савезној држави Мисури.

## Демографија
По попису из 2010. године број становника је 911, што је 39 (4,5%) становника више него 2000. године.
| Група             | 2000.       | 2010.       |
| Белци             | 843 (96,7%) | 883 (96,9%) |
| Афроамериканци    | 0 (0,0%)    | 1 (0,1%)    |
| Азијати           | 0 (0,0%)    | 0 (0,0%)    |
| Хиспаноамериканци | 8 (0,9%)    | 4 (0,4%)    |
| Укупно            | 872         | 911         |